# 康吉瓦拉姆·斯里蘭加查里·塞沙德里

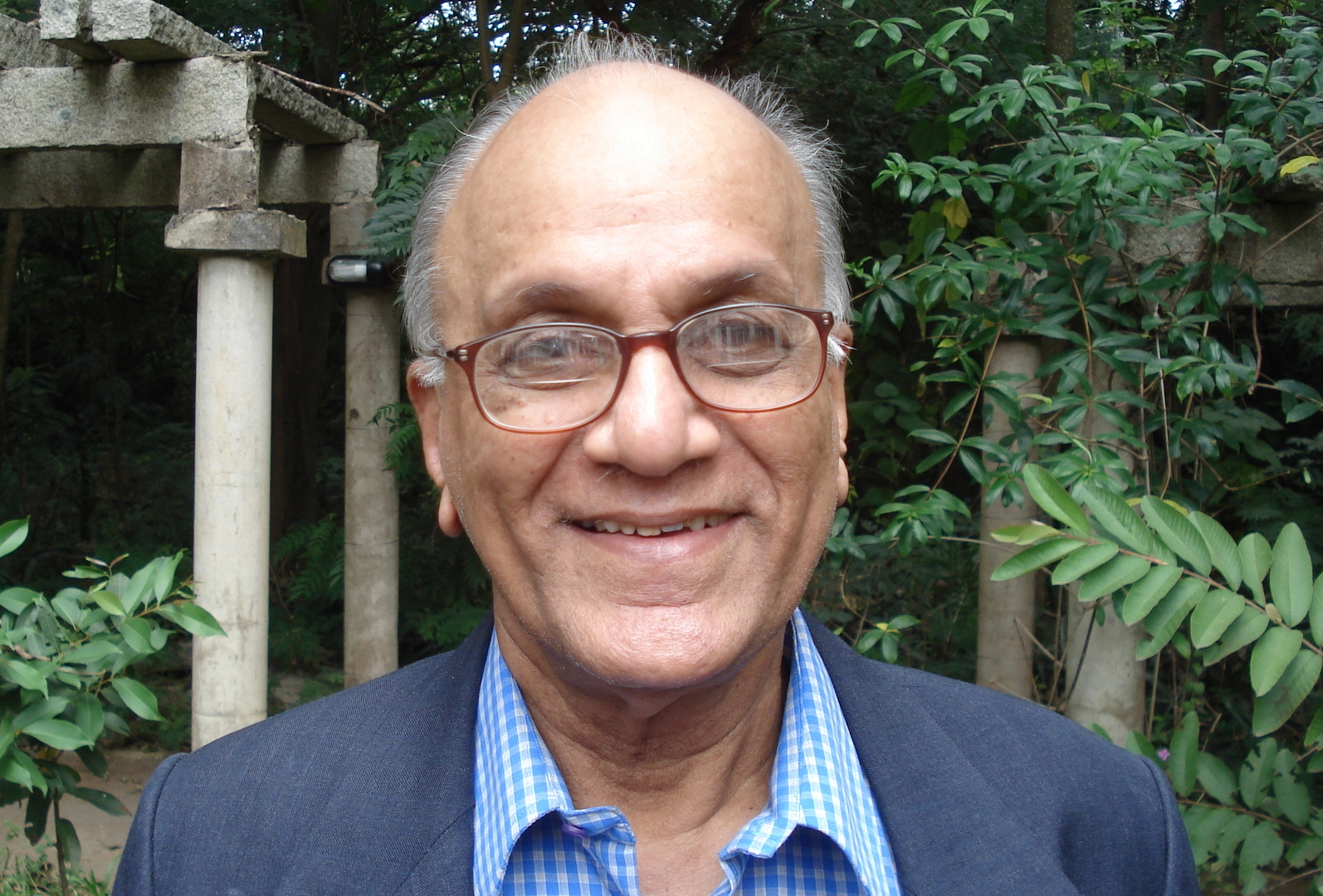
塞沙德里，2010年

康吉瓦拉姆·斯里蘭加查里·塞沙德里（英語：Conjeevaram Srirangachari Seshadri，1932年2月29日—2020年7月17日），印度數學家，也是印度第三級公民勳章蓮花勳章得主。
他和穆杜拜·色沙查盧·那拉西姆漢於1948年同期進入洛約拉書院，當時不太相熟。洛約拉書院教授代數學的神父是埃利·嘉当的學生，採用了范德瓦尔登的教科書；塞沙德里回顧認為此舉在當時相當「前衛」。
塞沙德里和那拉西姆漢於1950年至1953年一起在 TIFR 學習，1957年至1960年共同於巴黎與當地數學家交流。自入讀塔塔基礎研究院（ TIFR ）起，他們成了好朋友。雖然兩者當時的專業領域不同－－那拉西姆漢以數學分析為重心，塞沙德里以代數幾何為重心，但他們依然經常談話。他們在返國的之後的第三年開始一起探討一個數學問題，一個後來為兩者在數學界奠定地位的定理：那拉西姆漢–塞沙德里定理。他們的友誼持續超過六十年。
在數學上他認為影響到他的事業的當代數學家有：洛朗·施瓦茨、奥斯卡·扎里斯基、讓-皮埃爾·塞爾、克勞德·謝瓦萊、戴维·芒福德。他在巴黎的日子時剛好碰上了亞歷山大·格羅滕迪克開展在代數幾何的「革命」。
除了上面提到與那拉西姆漢合作的定理，代數幾何學裏的塞沙德里常數也以他命名。
1984年至1989年，他在清奈數學研究院工作。1989年至2010年，他擔任清奈數學科學研究院的總監。2010年之後，他擔任該研究院的榮譽總監，直到去世為止。

## 個人生活
塞沙德里來自一個小康之家，家庭屬婆羅門人；父系親屬多為律師，母系親屬在音樂方面有良好造詣。他出生於泰米爾納德邦的甘吉布勒姆，是長子，有11個兄弟姐妹，其中最年輕的弟弟也是數學家。
他認為他對數學的濃厚興趣很大程度得益於一個修讀化學的姑丈。塞沙德里年幼時，姑丈常邀請他一起解答的數學題目（多為一些歐幾里德平面幾何的題目）；塞沙德里從中感到樂趣。在學校，除了數學之外，他也喜愛英語文學和歷史。
他於1960年結婚。
塞沙德里對印度傳統音樂十分著迷，也有受過相關方面的專業訓練。